# Bårslöv
Bårslöv est une localité de Suède dans la commune d'Helsingborg en Scanie.
Sa population était de 2 774 habitants en 2018.